# Сельцо (Муромский район)
Сельцо — деревня в Муромском районе Владимирской области России, входит в состав Ковардицкого сельского поселения. 

## География
Деревня расположена в 21 км на северо-запад от центра поселения села Ковардицы и в 26 км на северо-запад от Мурома. 

## История
Деревня впервые упоминается в окладных книгах Рязанской епархии 1676 года в составе Новокотлицкого прихода, в ней было 58 дворов крестьянских и 9 бобыльских.
В конце XIX — начале XX века деревня входила в состав Булатниковской волости Муромского уезда. В 1859 году в деревне числилось 76 дворов, в 1905 году — 92 двора, в 1926 году — 68 дворов.
С 1929 года деревня являлась центром Сельцовского сельсовета Муромского района, с 1940 года — в составе Межищенского сельсовета, с 1954 года — в составе Булатниковского сельсовета, с 1965 года — в составе Зименковского сельсовета, с 2005 года — в составе Ковардицкого сельского поселения. 

## Население
| 1859 | 1905 | 1926 | 2002 | 2010 | 2012 | 2021 |
| ---- | ---- | ---- | ---- | ---- | ---- | ---- |
| 597  | ↘462 | ↘309 | ↘0   | →0   | →0   | ↗3   |